# 3D buněčná kultura
3D buněčná kultura (někdy 3D kultura či 3D kultivace) je kultivační systém, kdy je buňkám umožněn růst všemi směry na základě umístění do uměle vytvořeného mikroprostředí. Hlavním přínosem těchto systémů je věrná simulace přirozeného prostředí, kterému jsou buňky vystaveny při růstu in vivo. Tento přístup velmi často umožňuje buněčnou diferenciaci a využívá se tak jako jedna ze základních metod tkáňového inženýrství. 3D buněčné kultury nachází uplatnění v řadě aplikací jako je výzkum rakoviny, testování nových léčiv, testování toxicity či výzkum kmenových buněk.

## Vznik a vývoj
3D buněčné kultury jsou ve výzkumných aplikacích úspěšně používány již od počátku 70. let 20. století. Již v roce 1972 se objevuje jedna z prvních metod 3D kultivace za použití jednoduchých kolagenových extracelulárních matricí (ECM). Řada následných studií potvrdila, že kultivace v přítomnosti ECM vede ke tvorbě buněk se stejnými morfologickými vlastnostmi jako v případě buněk tkání in vivo. Od té doby jsou 3D kultury obecně uznávány jako mezistupeň mezi klasickými 2D buněčnými kulturami a celými tkáněmi. Jednou z průlomových studií v této oblasti byl výzkum Miny Bissel v oblasti rakoviny prsu, která úspěšně využila 3D kultivaci kultur v hydrogelu pro výzkum signalizace nádorových buněk.
Od 80. let 20. století se začínají objevovat také další přístupy pro kultivaci 3D buněčných kultur. Objevení metody electrospinningu pro výrobu nanovláken z polymerů s vysoce kontrolovanými vlastnostmi přineslo velký rozvoj v oblasti úpravy vlastností připravovaných matric. V roce 2008 vyvinuli američtí vědci ve spojení dvou texaských univerzit metodu 3D kultivace pomocí magnetické levitace, kdy jsou buňky kultivovány ve vznosu, který byl způsoben magnetickým polem.

## Vlastnosti

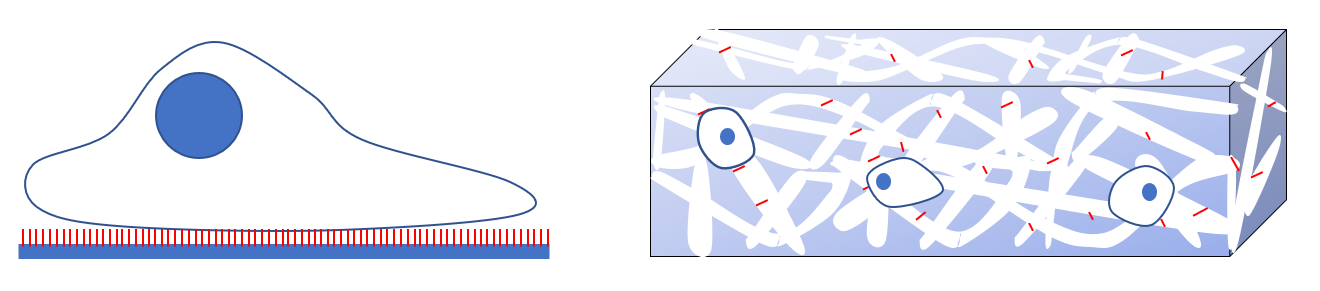
2D buněčná kultura vs. 3D buněčná kultura kultivovaná v hydrogelu

Pro správný růst a funkci živých tkání ve svém přirozeném prostředí jsou klíčové interakce mezi jednotlivými buňkami tkáně či interakce buněk s extracelulární matrix. V případě klasických 2D buněčných kultur nejsou do kultivačního systému zahrnuty faktory dynamiky těchto interakcí, což vede při studiu vzniku, funkce a patofyziologie tkání ke zkresleným výsledkům. Je známo, že buňky ve 2D kultuře se liší od chování v živých tkání mírou exprese membránových receptorů, úrovní buněčné migrace, regulací buněčného cyklu či signalizací apoptózy. Metody 3D kultivace dokáží napodobit prostředí organismu, ve kterém se 3D buněčná kultura chová stejně jako buňka v přirozeném prostředí.

### Srovnání s 2D buněčnými kulturami
| Vlastnost         | 3D buněčná kultura                                                                                | 2D buněčná kultura                                                         |
| ----------------- | ------------------------------------------------------------------------------------------------- | -------------------------------------------------------------------------- |
| Tvar              | - buňky rostou všemi směry - zachovávají přirozený tvar - vytvářejí sféroidy/3D agregáty          | - buňky jsou ploché - rostou v jedné vrstvě - mají tendenci se prodlužovat |
| Diferenciace      | - buňky jsou velmi dobře diferencované - buňky velmi dobře napodobují tkáň                        | - buňky velmi špatně diferencují - buňky nejsou schopny napodobit tkáň     |
| Genová exprese    | - více se blíží úrovni exprese in vivo                                                            | - vysoká exprese v porovnání s modely in vivo                              |
| Apoptóza          | - vyšší rezistence vůči vyvolání apoptózy při podání léčiva                                       | - léčivo velmi snadno vyvolá apoptózu                                      |
| Proliferace buněk | - proliferace probíhá podobně jakou in vivo - rychlost je ovlivněna výběrem metody                | - dělení probíhá o proti buňce in vivo nadměrně rychle                     |
| Podání léčiv      | - vyšší rezistence, nižší citlivost - dobře předpovídá efekt léčiva - léčivo podléhá metabolizaci | - vysoká citlivost, nízká rezistence - léčivo nepodléhá metabolizaci       |
| Cena              | - drahé vysokokapacitní testování                                                                 | - mnohem levnější vysokokapacitní testování                                |
| Použití           | - problémy s opakovatelností - výsledky může být obtížné interpretovat                            | - dobrá opakovatelnost - snadná interpretace                               |

## Metody 3D kultivace

Techniky 3D kultivace využívající a nevyužívající scaffoldy

Za posledních několik desetiletí bylo vyvinuto velké množství metod 3D kultivace. Pro vytvoření 3D kultivačního systému je potřeba vzít v úvahu řadu faktorů. Volba správné kombinace metod, použitých materiálů či zdroje buněk určuje výsledné parametry kultury a dělá tak z procesu 3D kultivace multidisciplinární obor. Metody 3D kultivace můžeme rozdělit podle toho, jestli prostředí kultivace je tvořeno podpěrami z polymerů (metody využívající scaffoldy) či se bez podpěr obejdou (metody nevyužívající scaffoldy).

### Metody využívající scaffoldy
Techniky využívající scaffold jsou navrhovány tak, aby v rostoucích buňkách indukovaly adhezi buněk, buněčnou proliferaci a tvorbu extracelulární matrix.. Tyto metody zahrnují především využití pevných scaffoldů a hydrogelů.

#### Pevné scaffoldy
Mezi nejčastěji používané pevné matrice umožňující 3D růst buněk patří agaróza, kolagen, fibronektin, gelatin či laminin. V dnešní době je známo dokonce přes 100 typů různých scaffoldů, kterými je možné ovlivnit výsledné vlastnosti 3D buněčné kultury. V posledních letech začali jako scaffoldy využívat také čistě syntetické polymery či jejich kombinace s výše zmíněnými biosyntetickými.

#### Hydrogely
Hydrogely jsou propojené rozsáhlé sítě biopolymerů či syntetických polymerů, které v sobě zadržují vysoké množství vody, což přispívává k dobré distrubuci živin či růstových a adherentních faktorů. Oproti pevným scaffoldům jsou hydrogely snadno modifikovatelné. Kombinací různých biopolymerů se syntetickými, změnou velikosti pórů či tuhosti gelu lze snadno docílit optimálních podmínek pro danou 3D buněčnou kulturu. Bylo dokázáno, že například tuhost hydrogelu může významně ovlivnit míru genové exprese.

### Metody nevyužívající scaffoldy
Na rozdíl od metod využívající pevné matrice či hydrogely, metody nevyužívající scaffoldy indukují růst buněk v 3D prostoru způsoby, které žádné pevné podpěry nevyžadují. Přestože tyto metody zahrnují širokou škálu metod 3D kultivace, jejich společným znakem je využití samotných buněk a jejich přirozených schopností vytvářet strukturu a produkovat extracelulární matrix.

#### Sféroidy
Sféroidy jsou shluky buněk, které v těsném kontaktu tvoři přibližně sférické 3D agregáty, které neadherují k podkladu (např. polystyrenu). Oproti 2D kulturám i 3D kulturám využívající scaffoldy jsou interakce buňka-buňka a buňka-extracelulární matrix ve sféroidech nejpodobnější buňkám v živých tkáních. Nejčastěji se sféroidy používají na výzkum tumorů. Ty mohou být tvořené čistě z rakovinných buněk či kultivovány s dalšími typy zdravých buněk jako jsou fibroblasty či endotheliální buňky. Asi nejčastější metodou pro přípravu sféroidů patří využití 96-jamkových mikrotitračních destiček, kde jsou buněčné agregáty formovány na dně neadherentních kulatých jamek. Mezi další užitečnou metodu pro přípravu sféroidů patří metoda visící kapky (hanging drop method), kdy jsou agregáty tvořeny v malých kapkách visících z povrchu. Další možností je využití suspenzních kultur, ve kterých sféroidy vznikají intenzivním mícháním velkého objemu média. Rozvoj těchto metod byl možný zejména díky využití bioreaktorů. Velkou nevýhodou je ovšem nízká kontrola velikosti vzniklých agregátů. V posledních letech jsou velmi často využívány také mikrofluidní systémy, ve kterých na základě regulace průtoku kanálku lze vytvořit vysoce kontrolované buněčné agregáty. Velkým omezením je však stále technická náročnost mikrofluidních zařízení.

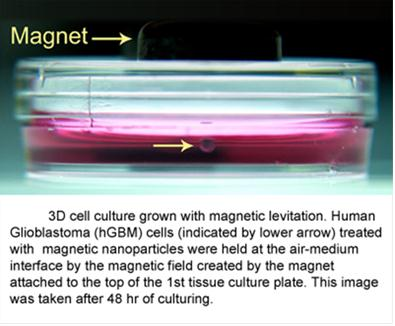
3D kultivace za použití techniky magnetické levitace

#### Technika magnetické levitace
Technika magnetické levitace je metoda, kdy je 3D kultivace buněk řízena pomocí zmagnetizovaného prostředí, do kterého jsou buňky umístěny. Magnetická manipulace buněčné kultury spočívá ve využití paramagnetických nanočástic jako jsou nanočástice zlata, oxidu železitého či dalších kovů jako je například gadolinium. Po vložení kultury s nanočásticemi do magnetického pole dochází ke vznosu (levitaci) buněk, které v tomto prostředí agregují. Výsledný tvar buněk lze velmi účinně ovlivnit pomocí nastavení intenzity magnetického pole.